# Konstantin Igumnow
Konstantin Nikołajewicz Igumnow (ros. Константи́н Никола́евич Игу́мнов, ur. 19 kwietnia?/1 maja 1873 w Lebiedianiu, zm. 24 marca 1948 w Moskwie) – rosyjski pianista i pedagog. Laureat Nagrody Stalinowskiej (1946). Doktor Sztuki (1940). Ludowy Artysta ZSRR (1946). Odznaczony Orderem Lenina (1945). Profesor Konserwatorium Moskiewskiego. Założyciel światowej szkoły pianistycznej, nazwanej później szkołą Igumnowa. Jego nauczycielem był Nikołaj Zwieriew, u którego pobierał lekcje gry na fortepianie. Ukończył Konserwatorium Moskiewskie w 1894 ze złotym medalem. Brał udział w 1895 w Międzynarodowym Konkursie Pianistycznym imienia A. Rubinsteina w Berlinie, gdzie otrzymał wyróżnienie. W latach 1896–98 wykładał w Konserwatorium w Tyflisie, a w latach 1899–1948 w Konserwatorium Moskiewskim. Jego uczniami byli m.in. Lew Oborin, Marija Grinberg, Bella Dawidowicz, Wiktor Oranski i Naum Sztarkman.

## Nagrody i odznaczenia
- Nagroda Stalinowska (1946)
- Ludowy Artysta ZSRR (1946)
- Order Lenina (1945)